# Frederik van Brunswijk-Lüneburg
Frederik van Brunswijk-Lüneburg (28 augustus 1574 - 10 december 1648) was van 1636 tot aan zijn dood hertog van Brunswijk-Lüneburg. Hij behoorde tot het Nieuwere Huis Lüneburg.

## Levensloop
Frederik was de vierde zoon van hertog Willem de Jongere van Brunswijk-Lüneburg en diens echtgenote Dorothea, dochter van koning Christiaan III van Denemarken.
Hij werd aangesteld tot adjutor van het bisdom Ratzeburg en werd verkozen tot proost van het aartsbisdom Bremen.
Na de dood van zijn oudere broer August werd hij in 1636 hertog van Brunswijk-Lüneburg. Hij oefende deze functie uit tot aan zijn overlijden in 1648. Omdat Frederik ongehuwd en kinderloos gebleven was, werd hij opgevolgd door zijn neef Christiaan Lodewijk.
Hij werd bijgezet in de Vorstelijke Crypte van de Stadskerk Sint-Marien in Celle.

## Voorouders
| Voorouders van Frederik van Brunswijk-Lüneburg | Voorouders van Frederik van Brunswijk-Lüneburg                                            | Voorouders van Frederik van Brunswijk-Lüneburg                                            | Voorouders van Frederik van Brunswijk-Lüneburg                                            | Voorouders van Frederik van Brunswijk-Lüneburg                                            | Voorouders van Frederik van Brunswijk-Lüneburg                                             | Voorouders van Frederik van Brunswijk-Lüneburg                                             | Voorouders van Frederik van Brunswijk-Lüneburg                                                    | Voorouders van Frederik van Brunswijk-Lüneburg                                                    |
| ---------------------------------------------- | ----------------------------------------------------------------------------------------- | ----------------------------------------------------------------------------------------- | ----------------------------------------------------------------------------------------- | ----------------------------------------------------------------------------------------- | ------------------------------------------------------------------------------------------ | ------------------------------------------------------------------------------------------ | ------------------------------------------------------------------------------------------------- | ------------------------------------------------------------------------------------------------- |
| Overgrootouders                                | Hendrik I van Brunswijk-Lüneburg (1468-1532) ∞ Margaretha van Saksen (1469-1528)          | Hendrik I van Brunswijk-Lüneburg (1468-1532) ∞ Margaretha van Saksen (1469-1528)          | Hendrik V van Mecklenburg (1479-1552) ∞ Ursula van Brandenburg (1488-1510)                | Hendrik V van Mecklenburg (1479-1552) ∞ Ursula van Brandenburg (1488-1510)                | Frederik I van Denemarken (1471-1533) ∞ Anna van Brandenburg (1487-1514)                   | Frederik I van Denemarken (1471-1533) ∞ Anna van Brandenburg (1487-1514)                   | Magnus I van Saksen-Lauenburg (1470-1543) ∞ 1589 Catharina van Brunswijk-Wolfenbüttel (1488-1563) | Magnus I van Saksen-Lauenburg (1470-1543) ∞ 1589 Catharina van Brunswijk-Wolfenbüttel (1488-1563) |
| Grootouders                                    | Ernst I van Brunswijk-Lüneburg (1497-1546) ∞ 1561 Sophia van Mecklenburg-Schwerin (-1541) | Ernst I van Brunswijk-Lüneburg (1497-1546) ∞ 1561 Sophia van Mecklenburg-Schwerin (-1541) | Ernst I van Brunswijk-Lüneburg (1497-1546) ∞ 1561 Sophia van Mecklenburg-Schwerin (-1541) | Ernst I van Brunswijk-Lüneburg (1497-1546) ∞ 1561 Sophia van Mecklenburg-Schwerin (-1541) | Christiaan III van Denemarken (1503-1559) ∞ 1598 Dorothea van Saksen-Lauenburg (1511-1571) | Christiaan III van Denemarken (1503-1559) ∞ 1598 Dorothea van Saksen-Lauenburg (1511-1571) | Christiaan III van Denemarken (1503-1559) ∞ 1598 Dorothea van Saksen-Lauenburg (1511-1571)        | Christiaan III van Denemarken (1503-1559) ∞ 1598 Dorothea van Saksen-Lauenburg (1511-1571)        |
| Ouders                                         | Willem V van Brunswijk-Lüneburg (1535-1592) ∞ 1561 Dorothea van Oldenburg (1546-1617)     | Willem V van Brunswijk-Lüneburg (1535-1592) ∞ 1561 Dorothea van Oldenburg (1546-1617)     | Willem V van Brunswijk-Lüneburg (1535-1592) ∞ 1561 Dorothea van Oldenburg (1546-1617)     | Willem V van Brunswijk-Lüneburg (1535-1592) ∞ 1561 Dorothea van Oldenburg (1546-1617)     | Willem V van Brunswijk-Lüneburg (1535-1592) ∞ 1561 Dorothea van Oldenburg (1546-1617)      | Willem V van Brunswijk-Lüneburg (1535-1592) ∞ 1561 Dorothea van Oldenburg (1546-1617)      | Willem V van Brunswijk-Lüneburg (1535-1592) ∞ 1561 Dorothea van Oldenburg (1546-1617)             | Willem V van Brunswijk-Lüneburg (1535-1592) ∞ 1561 Dorothea van Oldenburg (1546-1617)             |
| Frederik van Brunswijk-Lüneburg (1574-1648)    |                                                                                           |                                                                                           |                                                                                           |                                                                                           |                                                                                            |                                                                                            |                                                                                                   |                                                                                                   |